# Bosón de gauge
En física de partículas, el bosón de gauge es un bosón que actúa como portador de una interacción fundamental de la naturaleza. Más específicamente, la interacción de las partículas elementales descrita por la teoría de campo de gauge se ejerce por medio de los intercambios de los bosones de gauge entre ellas, usualmente como partículas virtuales.
Un bosón de gauge es un bosón de calibre o de calibración.
Los fotones, bosones W y Z y gluones son bosones gauge. Todos los bosones gauge conocidos tienen un espin de 1; a modo de comparación, el bosón de Higgs tiene espín cero y el hipotético gravitón tiene espín 2. Por lo tanto, todos los bosones de gauge conocidos son bosones vectoriales.
Los bosones gauge son diferentes de los otros tipos de bosones: primero, los bosones escalares fundamentales (el bosón de Higgs); segundo, los mesones, que son  bosones compuestos, hechos de quarks; tercero, bosones compuestos más grandes, no portadores de fuerza, como ciertos átomos.

## Bosones de gauge del modelo estándar
En el modelo estándar, hay cuatro tipos de bosones de gauge: fotones, bosones W y Z y gluones. Cada uno corresponde a tres de las cuatro interacciones: fotones son los bosones de gauge de la interacción electromagnética, los bosones W y Z traen la interacción débil, los gluones transportan la interacción fuerte. El gravitón, que sería responsable por la interacción gravitacional, es una proposición teórica que a la fecha no ha sido detectada. Debido al confinamiento del color, los gluones aislados no aparecen a bajas energías. Lo que sí se podría es dar lugar a bolas de gluones masivas (este dato no está confirmado hasta el momento).
| Interacción                  | Bosón                           |
| ---------------------------- | ------------------------------- |
| interacción electromagnética | Fotón                           |
| interacción débil            | 2 Bosón W (W+ y W−) y 1 Bosón Z |
| interacción fuerte           | 8 gluones                       |
| Gravitación                  | Gravitón (hipotético)           |

### Número de bosones de Gauge
En la teoría de campo de gauge cuántica, los bosones de gauge son cuantos de un campo de gauge. Consecuentemente, hay tantos bosones de gauge como generadores de campo de gauge. En electrodinámica cuántica, un grupo de gauge es el U(1); en este caso simple, hay solo un bosón de gauge. En cromodinámica cuántica, el grupo más complicado SU(3) tiene 8 generadores, correspondiente a ocho gluones. Los tres bosones W y Z corresponden a los 3 generadores de SU(2) en la teoría electrodébil.

### Bosones de Gauge masivos
Por razones técnicas[¿cuál?] que envuelven la invariancia de gauge, los bosones de gauge son descritos matemáticamente por las ecuaciones de campo de las partículas sin masa. Por lo tanto, en un nivel teórico muy simple, todos los bosones de gauge deben ser sin masa y las fuerzas que describan son de largo alcance. El conflicto entre esta idea y la evidencia experimental es el hecho de que, la interacción débil por tener un corto alcance requiere mayores logros teóricos.
Según el modelo estándar, los bosones W y Z se vuelven masivos mediante el mecanismo de Higgs. En el mecanismo de Higgs, los cuatro bosones de gauge (de simetría SU(2)×U(1)) de una interacción electrodébil se acoplan con el campo de Higgs. Este campo sufre la ruptura espontánea de simetría electrodébil debido a la forma del potencial de la interacción. Como resultado, el universo permanece con un valor esperado del vacío (VEV en inglés, Vacuum Expectation Value) de Higgs  diferente de cero. Esta valor VEV acopla los tres bosones electrodébiles de gauge (los W y Z), dándoles la masa; permaneciendo el resto de bosones de gauge sin masa (los fotones). Esta teoría también predice la existencia de un bosón de Higgs

## En modelos más allá del estándar

### Teoría de la Gran Unificación
En la teoría de la gran unificación (GUTs por sus siglas en inglés, Great Unification Theory), los bosones de gauge adicionales, llamados bosones X y Y, podrían existir. Estos podrían interactuar directamente entre los quarks y los leptones, violando la conservación del número bariónico y causando un decaemiento de un protón. Estos bosones podrían ser extremadamente pesados (aún más que los bosones W y Z) debido a la ruptura de la simetría. No hay evidencia de estos bosones.

### Gravitones
La cuarta interacción fundamental, gravedad, puede también ser llevada por un bosón, llamado gravitón. En ausencia de evidencia experimental y de una teoría matemática coherente de la gravedad cuántica, se desconoce si este podría ser un bosón de gauge o no. El rol de la invariancia de gauge en la relatividad general lo juega aquí una simetría similar, la invariancia difeomorfista.

### Bosones W' y Z'
Véase la sección bosones W' y Z'.

### Socios supersimétricos
Los hipotéticos compañeros supersimétricos de los campos gauge son los siguientes campos gaugino:
- Ocho gluinos como supercompañeros de los gluones.
- Los campos gauginos electrodébiles se mezclan según el modelo estándar supersimétrico mínimo (MSSM, Minimal Supersymmetric Standard Model)[nota 2] con los campos Higgsinos para formar dos pares de charginos cargados eléctricamente y cuatro neutralinos eléctricamente neutros como partículas hipotéticamente observables. Los Higgsinos son los supercompañeros de los hipotéticos campos de Higgs, de los cuales hay varios en el MSSM.
- Un gravitino como compañero supersimétrico del gravitón según la teoría de la supergravedad (SUGRA). SUGRA no forma parte del MSSM, al igual que el gravitón no forma parte del Modelo Standard.

## Caso de los gravitones
Los gravitones (partículas supuestamente portadoras de la interacción gravitatoria) formarían, si se demostrara su existencia como partícula cuantizada, una cuarta categoría de bosones gauge. Sin embargo :
- Todavía carecen de la formulación de leyes asociadas cuando intervienen en interacciones gravitatorias entre hadrónes. No se ha establecido una lista cuantificada de las energías intercambiadas en estas interacciones.
- Sus propias interacciones con otros bosones gauge también son poco conocidas (si es que existen), ya que la gravitación tiene efectos macroscópicos tan fuertes en espacios tan grandes que la mecánica asociada es difícil de calcular en comparación con la de otras partículas elementales.
- Además, su demostración requeriría el uso de energías considerables que los aceleradores y colimadores actuales no permiten reproducir fácilmente (salvo de forma accidental y difícil de predecir) para poder realizar mediciones fiables de niveles de energía.
- Por último, dado que se sigue suponiendo que la gravitación es una interacción universal entre todas las partículas con masa, también habría que demostrar que los gravitones están presentes en la composición de estados de todas las demás partículas con masa (incluidas aquellas cuya masa es muy pequeña o se ha considerado nula, o cuya masa aumenta al interactuar con otras partículas, como la de los fotones y gluones al desacelerar o cambiar su trayectoria en las proximidades de objetos extremadamente masivos).
- Tampoco se excluye que sean la superposición de otras partículas elementales (posiblemente portadoras de interacciones aún desconocidas), lo que podría explicar su comportamiento tanto local como macroscópico.
- Sus propiedades cuánticas (si se confirman) se han estimado en rangos de energía con márgenes de incertidumbre aún elevados en comparación con otros bosones gauge, lo que no garantiza que sean estados fundamentales, ni permite saber si existen diversas variedades con sus quantas distintivos.
- A diferencia de los otros bosones de gauge, no se sabe cuáles serían sus antipartículas asociadas.

Incluso si los resultados experimentales permiten suponer la presencia de tales partículas para explicar ciertos experimentos de decaimientos o fusiones de partículas hadrónicas, sólo se han introducido como elementos por defecto (cuando se han restado las otras partículas fundamentales cuantizadas conocidas de las medidas de los productos de las reacciones) sin poder encontrarlas con certeza en las reacciones que pueden generar o de las que se derivarían.